# Dichiarazione di Chicago sull'ermeneutica biblica
La Dichiarazione di Chicago sull'ermeneutica biblica è stata prodotta in occasione di una conferenza internazionale di vertice di leader evangelicali presso lo Hyatt Regency O'Hare di Chicago nell'autunno del 1982. Questo congresso era organizzato dal Consiglio Internazionale sull'Inerranza biblica (ICBI). Questa dichiarazione è stata firmata da più di 300 studiosi evangelicali, inclusi: James Boice, Norman L. Geisler, John Gerstner, Carl Henry, Kenneth Kantzer, Harold Lindsell, John Warwick Montgomery, Roger Nicole, James Innell Packer, Robert Preus, Earl Radmacher, Francis Schaeffer, R. C. Sproul, e John Wenham.
La Dichiarazione di Chicago sull'ermeneutica biblica è intesa essere un necessario complemento della Dichiarazione di Chicago sull'inerranza biblica al fine di stabilire in che modo i cristiani siano chiamati a leggere ed interpretare le Sacre Scritture.
La ICBI si scioglie nel 1988 dopo aver prodotto tre maggiori dichiarazioni: una sull'inerranza biblica nel 1978, una sull'ermeneutica biblica nel 1982 ed una sull'applicazione della Bibbia nel 1986.